# SnowRunner
SnowRunner est un jeu vidéo de simulation de conduite en tout-terrain développé par Saber Interactive et édité par Focus Home Interactive. Il est sorti le 28 avril 2020 sur Microsoft Windows, PlayStation 4 et Xbox One et le 18 mai 2021 sur Nintendo Switch,. Semblable à ses prédécesseurs Spintires et MudRunner, SnowRunner défie le joueur de transporter des marchandises dans des territoires aux conditions extrêmes à bord de véhicules tout-terrain surpuissants,.

## Contenu du jeu

### Jeu de base
| Désignation | Cartes | Région                       | Terrain           | Date de sortie |
| ----------- | ------ | ---------------------------- | ----------------- | -------------- |
| Partie 1    | 4      | Michigan (États-Unis)        | Forêts, marécages | 28 avril 2020  |
| Partie 2    | 4      | Alaska (États-Unis)          | Neige, glace      | 28 avril 2020  |
| Partie 3    | 4      | Péninsule de Taïmyr (Russie) | Forêts, marécages | 28 avril 2020  |

### Contenus additionnels
| Pass          | Désignation                 | Cartes | Véhicules | Région                        | Terrain           | Date de sortie du pass | Date de sortie du DLC |
| ------------- | --------------------------- | ------ | --------- | ----------------------------- | ----------------- | ---------------------- | --------------------- |
| Pass annuel 1 | Saison 1: Search & Recover  | 2      | 3         | Péninsule de Kola (Russie)    | Neige, glace      | 28 avril 2020          | 15 juillet 2020       |
| Pass annuel 1 | Saison 2: Explore & Expand  | 2      | 3         | Yukon (Canada)                | Neige, marécages  | 28 avril 2020          | 16 novembre 2020      |
| Pass annuel 1 | Saison 3: Locate & Deliver  | 2      | 3         | Wisconsin (États-Unis)        | Forêts, marécages | 28 avril 2020          | 11 février 2021       |
| Pass annuel 1 | Saison 4: New Frontiers     | 4      | 2         | Oblast de l'Amour (Russie)    | Neige, glace      | 28 avril 2020          | 18 mai 2021           |
| Pass annuel 2 | Saison 5: Build & Dispatch  | 2      | 2         | Don (Russie)                  | Marécages         | 18 mai 2021            | 9 septembre 2021      |
| Pass annuel 2 | Saison 6: Haul & Hustle     | 2      | 2         | Maine (États-Unis)            | Forêts, marécages | 18 mai 2021            | 7 décembre 2021       |
| Pass annuel 2 | Saison 7: Compete & Conquer | 1      | 2         | Tennessee (États-Unis)        | Marécages         | 18 mai 2021            | 31 mai 2022           |
| Pass annuel 2 | Saison 8: Grand Harvest     | 4      | 3         | Belozersk (Asie centrale)     | Champs, marécages | 18 mai 2021            | 13 octobre 2022       |
| Pass annuel 3 | Saison 9: Renew & Rebuild   | 2      | 2         | Ontario (Canada)              | Forêts, marécages | 8 décembre 2022        | 28 février 2023       |
| Pass annuel 3 | Saison 10: Fix & Connect    | 2      | 2         | Colombie-Britannique (Canada) | Forêts, marécages | 8 décembre 2022        | 18 juillet 2023       |
| Pass annuel 3 | Saison 11: Lights & Cameras | 2      | 2         | Scandinavie                   | Neige, marécages  | 8 décembre 2022        | 19 octobre 2022       |
| Pass annuel 3 | Saison 12: Expansion 3      | 4      | 2         | Caroline du Nord (États-Unis) | Forêts, marécages | 8 décembre 2022        | 31 janvier 2024       |
| Pass annuel 4 | Saison 13: Dig & Drill      | 1      | 2         | Oblys d'Almaty (Kazakhstan)   | Marécages         | 31 janvier 2024        | 4 juin 2024           |
| Pass annuel 4 | Saison 14: Reap & Sow       | 2      | 4         | Autriche                      | Forêts, marécages | 31 janvier 2024        | 26 septembre 2024     |
| Pass annuel 4 | Saison 15: Oil & Dirt       | 2      | 2         | Québec (Canada)               | Neige             | 31 janvier 2024        | 10 avril 2025         |
| Pass annuel 4 | Saison 16: (nom inconnu)    | 3      | 3         | Washington (États-Unis)       | Forêts, marécages | 31 janvier 2024        | Fin 2025              |